# Монтефалконе (Бјела)
Монтефалконе је насеље у Италији у округу Бијела, региону Пијемонт.
Према процени из 2011. у насељу је живело 22 становника. Насеље се налази на надморској висини од 333 м.